# Измайлов, Александр Ефимович
Александр Ефимович Измайлов (14 (25) апреля 1779, Владимирская губерния, — 16 (28) января 1831, Петербург) — русский чиновник (статский советник и кавалер), баснописец, издатель, публицист и педагог.
В 1822—1824 годах председатель Вольного общества любителей словесности, наук и художеств.

## Биография
Выходец из захудалой ветви рязанского рода Измайловых. После окончания Горного кадетского корпуса (1797) поступил на службу. В 1826—1828 годах занимал посты вице-губернатора тверского и архангельского. Преподавал словесность в Пажеском корпусе.
Один из последних литераторов Русского Просвещения, Измайлов в 1802 году вступил в Вольное общество любителей словесности, наук и художеств. В 1809—1810 годах выпускал вместе со своим другом и единомышленником Александром Беницким журнал «Цветник». Затем участвовал в издании «Санкт-Петербургского вестника» (1812) и «Сына отечества» (1817). С 1818 по 1826 год занимался изданием журнала «Благонамеренный», в чём ему охотно помогал его племянник П. Л. Яковлев. Через этот журнал Измайлов активно занимался благотворительностью.

Могила А. Е. Измайлова

С 1805 года Измайлов публиковал свои фактурные басни с плутовским оттенком. Зачастую они содержат жанровые зарисовки из быта чиновников, купцов и разночинцев. Персонажи его басен и сказок выписаны со множеством мелких ярких деталей. По оценке Виссариона Белинского, эти басни «…отличаются истинным талантом и пленяют какою-то мужиковатою оригинальностию». Всего Измайлов написал 134 басни. В число трудов Измайлова входит также теоретическая работа о басне — «О рассказе басни» и «Разбор басен».
Басням родственны стихотворные сказки «Шут в парике» (сатира на писателей-классицистов и «Беседу любителей русского слова»), «Утопленница», «Снежный ребёнок». Как отмечал литературовед Максим Амелин: "Живой язык, гибкий стих и весёлый юмор Измайлова за 200 лет практически не устарели".
В юности Измайлов писал также прозу в вольтеровской традиции. Морализаторские повести «Ибрагим и Осман» и «Бедная Маша» типологически близки к повестям Беницкого. Едва ли не первый в России роман воспитания «Евгений, или Пагубные последствия дурного воспитания и сообщества» (1799—1801), по характеристике Дмитрия Мирского, «описывает порок с таким реалистическим вкусом, что критики склонны были сомневаться в искренности его моралистических устремлений».
Ещё в 1878 году басня Измайлова «Осёл и Конь» была переведена на азербайджанский язык. Перевод басни был сделан Гасаналиага ханом Карадагским и включён в учебник «Вэтэн дили».
Похоронен в Санкт-Петербурге на Смоленском православном кладбище. В советское время перезахоронен на Тихвинском кладбище.